# Access (bài hát)
"Access" là một bài hát bởi DJ người Hà Lan Martin Garrix. Nó đã được phát hành vào ngày 17 tháng 10 năm 2018 trên hãng đĩa của Garrix STPMD RCRDS được cấp phép độc quyền cho Epic Amsterdam, một hãng của Sony Music. Nó là đĩa đơn thứ tư từ EP của Garrix Bylaw.